# Gerhard Sauter
Gerhard Sauter (* 4. Mai 1935 in Kassel) ist ein evangelischer Theologe.

## Leben
Gerhard Sauter – erstes Kind des Pfarrers Hermann Sauter – studierte von 1954 bis 1956 in Tübingen Theologie (bei Artur Weiser und seinem damaligen Assistenten Otto Kaiser sowie Hanns Rückert) und Philosophie (besonders bei dem Existenzphilosophen Otto Friedrich Bollnow sowie dem Philosophiehistoriker Erwin Metzke), 1956 bis 1959 in Göttingen bei Walther Zimmerli, Joachim Jeremias, Ernst Käsemann, Otto Weber, Ernst Wolf und Martin Doerne.
1961 wurde er in Göttingen mit der von Otto Weber betreuten Dissertation Die Theologie des Reiches Gottes beim älteren und jüngeren Blumhardt promoviert. Anschließend war er von 1961 bis 1962 Vikar in der Evangelischen Kirche von Kurhessen-Waldeck.
1962 bis 1964 ermöglichte ihm ein Stipendium der Deutschen Forschungsgemeinschaft die Untersuchung über Zukunft und Verheißung. Das Problem der Zukunft in der gegenwärtigen theologischen und philosophischen Diskussion, mit der er sich im Frühjahr 1965 in Göttingen habilitierte. 1968 ging Sauter als Nachfolger von Wolfhart Pannenberg an die Johannes Gutenberg-Universität Mainz, 1972 wechselte er an die Rheinische Friedrich-Wilhelms-Universität Bonn, wo er 1976 Direktor des Ökumenischen Instituts wurde und bis zur Emeritierung im Jahr 2000 als Professor lehrte.
Gerhard Sauter war von 1975 bis 2005 verantwortlicher Herausgeber der Zeitschrift Verkündigung und Forschung. Er lebt als Autor in der Nähe von Bonn.

## Veröffentlichungen (Auswahl)
- Die Theologie des Reiches Gottes beim älteren und jüngeren Blumhardt. Zwingli, Zürich/Stuttgart 1961.
- Zukunft und Verheissung. Das Problem der Zukunft in der gegenwärtigen theologischen und philosophischen Diskussion. Zwingli, Zürich/Stuttgart 1965.
- Vor einem neuen Methodenstreit in der Theologie? Kaiser, München 1970.
- Wissenschaftstheoretische Kritik der Theologie. Kaiser, München 1973.
- mit Wolfhart Pannenberg, Sigurd Daecke und Hans Norbert Janowski: Grundlagen der Theologie – ein Diskurs. Kohlhammer, Stuttgart 1974.
- Theologie als Beruf in unserer Gesellschaft. Kaiser, München 1976.
- Arbeitsweisen systematischer Theologie. Eine Anleitung. Kaiser, München u. Grünewald, Mainz 1976.
- Was heißt: nach Sinn fragen. Eine theologisch-philosophische Orientierung. Kaiser, München 1982.
- Einführung in die Eschatologie. Wissenschaftliche Buchgesellschaft, Darmstadt 1995; Sonderausgabe 2005.
- Zugänge zur Dogmatik. Vandenhoeck & Ruprecht, Stuttgart 1998.
- Das verborgene Leben. Eine theologische Anthropologie. Gütersloher, Gütersloh 2005.
- Schrittfolgen der Hoffnung. Theologie des Kirchenjahres. Gütersloher, Gütersloh 2015.
- Beseeltes Alter: Über Hoffnung und Zuversicht im Spätherbst des Lebens. Gütersloher, Gütersloh 2021.